# Altro (gruppo musicale)
Gli Altro sono un gruppo hardcore punk italiano, attivi dal 1996.

## Storia
Originari di Pesaro e attivi dal 1996, debuttano nel 1999 con un EP omonimo autoprodotto. Nel 2001 esce il primo album, dal titolo Candore (Love Boat). L'LP, contenente 9 brani dalla durata totale di circa 22 minuti, si caratterizza di uno stile lo-fi basato su un genere particolare che incrocia punk, hardcore e new wave.
Il 1º gennaio 2004 pubblicano l'album Prodotto (Love Boat/GOODFELLAS), presentato nel dicembre dell'anno prima in un minitour con gli OvO. Questo lavoro è stato registrato da Bugo, missato da Rico (Uochi Toki) e masterizzato al Nautilus di Milano da Giovanni Versari.
Dopo aver partecipato ad alcuni festival, tra cui Arezzo Wave, nell'ottobre 2007 esce Aspetto (La Tempesta Dischi/GOODFELLAS), anticipato dal video del singolo Passato. Negli anni successivi Baronciani si dedica anche all'attività di fumettista.
Nel 2009 viene pubblicato Disco (Sangue Disken/Tempesta/Nano Records), un album di remix di 15 brani degli Altro ad opera di Spiller, Volvo Tapes ad altri. Nel dicembre 2009 viene pubblicato l'EP Autunno (Holidays Records), contenente tre brani e seguito l'anno dopo da Estate.
Nel 2011 la band si esibisce ad alcuni festival, come Villa Tempesta e Handmade Festival. Nel 2012 la voce di Alessandro Baronciani è presente nel brano Radiante degli Amor Fou contenuto nell'album Cento giorni da oggi. Nello stesso anno viene pubblicato il vinile Primavera (To Lose La Track), contenente 5 brani.
Nel maggio 2013 è la volta di Inverno. Nel mese di dicembre viene pubblicato Sparso (La Tempesta Dischi), quarto album in studio del gruppo contiene i 4 EP usciti negli ultimi 3 anni e mezzo più due tracce inedite. Tutti registrati e remixati a Pesaro da Paolo Rossi. Vi partecipano membri dei Be Forest e dei Cosmetic.

## Formazione
- Alessandro Baronciani – voce, chitarra
- Gianni Pagnini – basso
- Matteo Caldari – batteria

## Discografia

### Album in studio
- 2001 – Candore
- 2004 – Prodotto
- 2007 – Aspetto
- 2009 – Disco (Remix)
- 2013 – Sparso

### Split
- 2000 – Altro/Contrasto (autoprodotto)

### EP
- 1999 – Altro (autoprodotto; ristampato nel 2000 da Bastian Kontrario/Love Boat/Smartz)
- 2009 – Autunno (Holidays Records)
- 2010 – Estate (Holidays Records)
- 2012 – Primavera (To Lose La Track)
- 2013 – Inverno (To Lose La Track)
- 2018 – Non aspetta ritorna (To Lose La Track)

### Apparizioni in compilation
- 2007 – Ancora - Offlaga remis in Tafuzzy Days '07
- 2008 – Altrove in Il dono